# Зенаида Бонапарт
Зенаида Летиция Жули Бонапарт, принцеса на Канино и Музиняно (на френски: Zénaïde Laetizia Julie Bonaparte; * 18 юли 1801, Париж, Първа френска република; † 8 август 1854, Неапол, Кралство на двете Сицилии), е племенница на френския император Наполеон I Бонапарт (дъщеря на брат му Жозеф Бонапарт и на Жули Клари). Носила е титлите „принцеса на Неапол и Сицилия“ и „инфанта на Испания“ в периода 1806 – 1814 г.

## Биография
Родена на 18 юли 1801 г. в Париж. Има сестра на име Шарлота Бонапарт.
След като Наполеон I се провъзгласява за император, към Зенаида и сестра ѝ, които са част от императорското семейство, започват да се обръщат с императорски височества. По време на Наполеоновите войни бащата на Зенаида получава последователно короните на Неапол (1806 – 1808) и на Испания (1808 – 1814). В продължение на няколко години след края на войните тя живее заедно с баща си в Бордънтаун в щата Ню Джърси, САЩ, където той емигрира, за да избегне преследвания от страна на роялистите.
На 22 юни 1822 г. Зенаида се омъжва за първия си братовчед Шарл-Люсиен Бонапарт – син на Люсиен Бонапарт, който е по-малък брат на Наполеон Бонапарт и Жозеф Бонапарт. Идеята за брака им е на Жозеф Бонапарт, който цели по този начин да подсигури правата на рода, в случай че Бонапартите бъдат върнати на власт, каквато възможност винаги е предвиждал. Сватбата на Зенаида е скромна поради финансовите затруднения на родителите ѝ, настъпили като резултат от събирането на зестрата ѝ от 730 хиляди франка.
Съпругът на Зенаида е известен орнитолог, който в нейна чест нарича с името ѝ цял род американски гургулици – Zenaida. През 1926 г. Шарл-Люсиен се завръща в Европа и неколкократно се мести и пътува из различни европейски страни, а жена му явно най-често го придружава.
Зенаида Бонапарт умира през 1854 г. в Неапол, тогава част от Кралството на Двете Сицилии.

## Деца
Зенаида и Шарл-Люсиен имат 12 деца:
- Жозеф-Люсиен (1824 – 1865)
- Александрина-Жертруд (1826 – 1828)
- Люсиен-Луи (1828 – 1895)
- Жули-Шарлот (1830 – 1900)
- Шарлот-Онорин (1832 – 1901)
- Леони-Стефани (1832 – 1839)
- Мари-Дезире (1835 – 1890)
- Огюста-Амели (1836 – 1900)
- Наполеон-Шарл (1839 – 1899)
- Батилда-Алоиз (1840 – 1861)
- Албертина-Мари (ум. 1840)
- Шарл-Алберт (1843 – 1847)